# Kunia Camp (Hawái)
Kunia Camp es un área no incorporada ubicada en el condado de Honolulu en el estado estadounidense de Hawái. Fue un área dedicada al cultivo de piña de la empresa Del Monte y cesó esta actividad en 2006.

## Geografía
Kunia Camp se encuentra ubicado en las coordenadas 21°27′48″N 158°3′55″O / 21.46333, -158.06528.